# Marcel Dourgnon
Marcel Dourgnon (Marsella, 29 de septiembre  de 1858-París, 18 de octubre de 1911) fue un arquitecto francés.
Su realización principal es el Museo Egipcio de El Cairo, de estilo Neoclásico. Fue encargado por Abbas II Hilmi. 30°2′52″N 31°14′0″E / 30.04778, 31.23333. Las obras comenzaron en 1897 y concluyeron en 1902.
Fue arquitecto del gobierno de Chile, allí construyó entre otros, el edificio de la Bolsa Comercial de Valparaíso.
Trazó también los planos del Hospital francés de El Cairo entre 1897 y 1898.
Es el arquitecto del Palacio de Egipto de Trocadéro para la Exposición Universal de 1900.
Reconstruyó tras su incendio el Hôtel du Palais de  Biarritz.
Posteriormente se orientó hacia la política, en 1908, fue alcalde del XIX Distrito de París.